# Alternatieven voor dierproeven
Alternatieven voor dierproeven zijn andere manieren om dezelfde experimentele resultaten te verkrijgen bij een groter dierenwelzijn. Door Russel en Burch werd in 1959 het (mnemotechnisch) 3R-principe geformuleerd: Replace, Reduce, Refine. In de Nederlandse vertaling worden dit de 3V's: Vervanging, Vermindering, Verfijning.
In Nederland wordt het "Nee, tenzij...." principe gehanteerd, dat inhoudt dat alleen dierproeven mogen worden uitgevoerd als er geen andere methoden beschikbaar zijn. In feite zijn daarom de alternatieven de geëigende methoden waarmee biomedische resultaten verkregen kunnen worden, en is eigenlijk de dierproef het alternatief. Vandaar dat we ook steeds meer spreken over 3V modellen (Vervanging, Vermindering en/of Verfijning van dierproeven).

## 3 V's

### Vermindering
Verminderen van het aantal gebruikte dieren:
- delen van dieren (vb. na het oogsten van weefsel, kan de rest van een karkas nog gebruikt worden voor het oefenen van een operatie)
- beter statistisch ontworpen studie
- betere kwaliteit van dieren (bijvoorbeeld isogene muizenstammen voor een lagere genetische achtergrondsverschil; gebruik van specific pathogen free (SPF)-dieren)
- betere (pre)registratie van vooringenomen dierproeven ter voorkoming dat proeven onnodig herhaald worden. Hiertoe is in Nederland sinds 2018 de platform preclinicaltrials.eu in de lucht.[1]

### Verfijning
Pijn en ontreddering minimaliseren door:
- moderne technieken volgens de regels van de kunst uit te voeren
- betere huisvesting (bijvoorbeeld kooiverrijking)
- toepassing van de juiste pijnbestrijding (analgesie)
- toepassing van de juiste verdoving (anesthesie)
- toepassing van Humane Eindpunten (het dier niet onnodig laten lijden, en op tijd afmaken)

### Vervanging
Vervangen van dierproeven door alternatieve methoden, zoals:
- in-vitrotest (vb. het gebruik van slachthuisogen in plaats van de Draize-test, kweekhuid[2] of het gebruik van gekweekte huidcellen om de toxiciteit van cosmetica te onderzoeken)
- computermodellen en videomateriaal (vb. binnen het onderwijs)
- menselijk lichaamsmateriaal (in plaats van dieren als leverancier van organen voor onderzoek te gebruiken).
- kunststof modellen (vb binnen het onderwijs voor het oefenen van operatietechnieken)

## Organisaties
Binnen Nederland houden het Nationaal Centrum Alternatieven voor dierproeven (NCA), het 3R Research Centre (3R-RC) en de Programmacommissie Alternatieven voor dierproeven van ZonMW zich actief bezig met het stimuleren van de ontwikkeling, acceptatie en implementatie van de 3Vs. De Nederlandse overheid heeft in 2008 haar visie over alternatieven voor dierproeven naar buiten gebracht.
In Engeland is het National Centre for Replacement, Refinement and Reduction of Animals in Research actief. Op Europees niveau is het European Union Reference Laboratory for alternatives to animal testing (EURL-ECVAM) het verantwoordelijke centrum van de Europese Commissie voor de ontwikkeling, validatie en acceptatie van 3V-modellen.